# Thymoites vivus
Thymoites vivus es una especie de araña araneomorfa del género Thymoites, familia Theridiidae. Fue descrita científicamente por O. P.-Cambridge en 1899.
Habita en Costa Rica.